# Halichaetonotus marivagus
Halichaetonotus marivagus är en djurart som tillhör fylumet bukhårsdjur, och som beskrevs av Balsamo, Todaro och Ezio Tongiorgi 1992. Halichaetonotus marivagus ingår i släktet Halichaetonotus och familjen Chaetonotidae. Inga underarter finns listade i Catalogue of Life.